# پولادتوقای
پولادتوقای (به ترکی آذربایجانی: Poladtuğay یک منطقه مسکونی در جمهوری آذربایجان است که در شهرستان صابرآباد واقع شده است. پولادتوقای ۱۲۰۱ نفر جمعیت دارد.